# Абдулхаков, Нусратулло
Нусратулло Абдулхаков — советский хозяйственный, государственный и политический деятель.

## Биография
Родился в 1930 году в кишлаке Сиялояк. Член КПСС.
С 1952 года — на хозяйственной, общественной и политической работе. В 1952—1990 гг. — заведующий отделом партийных, профсоюзных и комсомольских органов Бальджуанского райкома Компартии Таджикистана, второй секретарь Дангаринского райкома партии, первый секретарь Даштиджумского райкома Компартии Таджикистана, слушатель ВПШ, инструктор отдела партийных органов ЦК КП Таджикистана, председатель исполкома Шаартузского районного Совета депутатов трудящихся Таджикской ССР, первый секретарь Кулябского горкома партии, секретарь ЦК КП Таджикистана, заместитель Председателя Совета Министров Таджикской ССР, председатель Комитета партийно-государственного контроля ЦК КП Таджикистана и Совета Министров Таджикской ССР, председатель комитета народного контроля Таджикской ССР, министр внутренних дел Таджикской ССР, первый заместитель министра социального обеспечения Таджикской ССР.
Избирался депутатом Верховного Совета Таджикской ССР 6-9-го созывов.
Жил в Таджикистане.